# Mini Israel

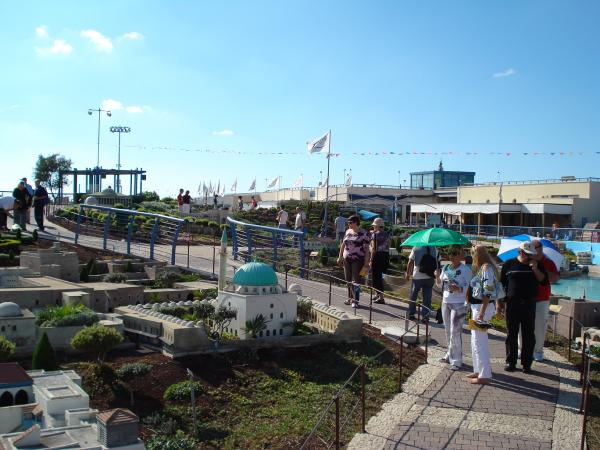

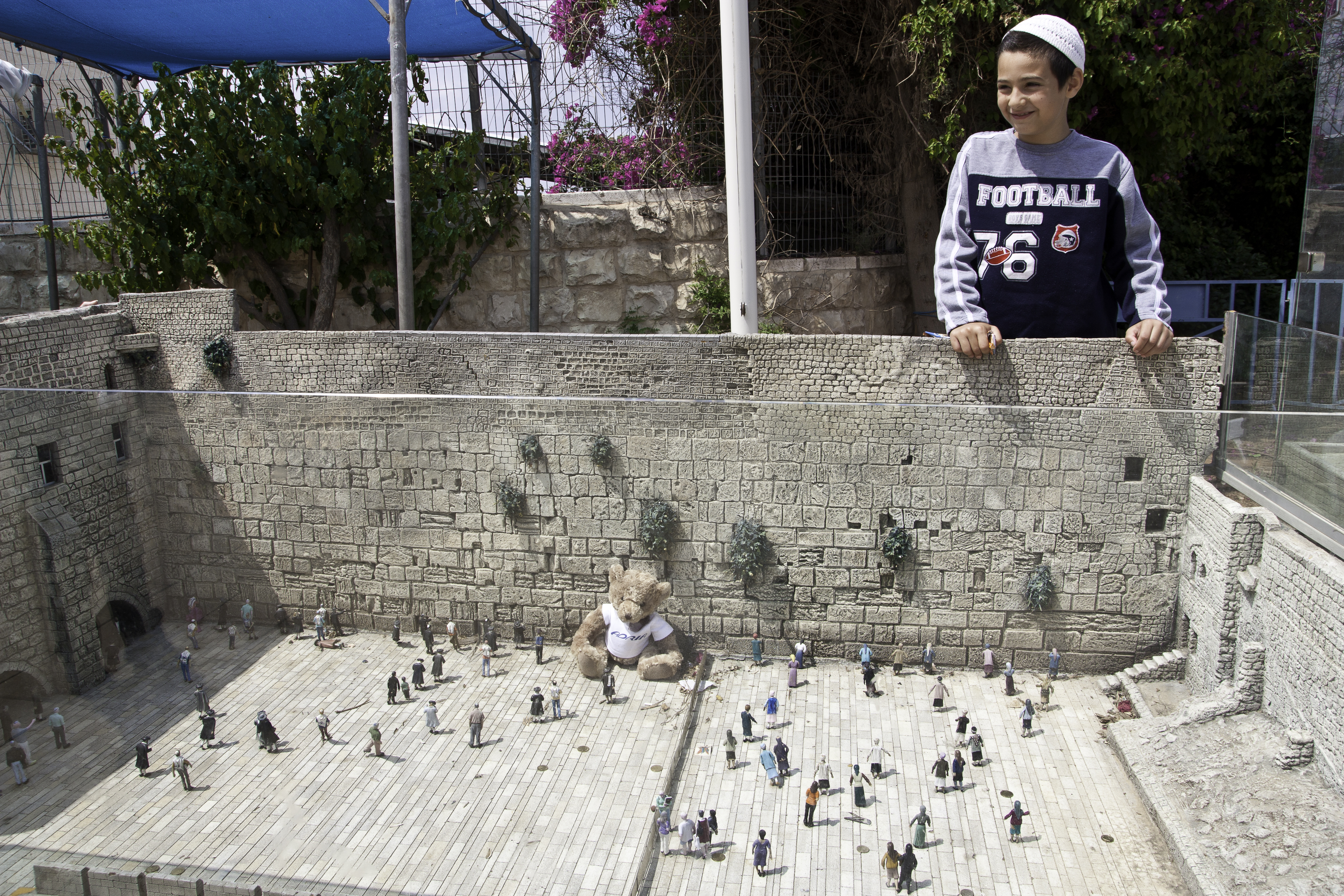

Mini Israel (en hebreo: מיני ישראל) es un parque en miniatura ubicado cerca de Latrun, Israel en el valle de Ayalon. Inaugurado en noviembre de 2002, el sitio contiene réplicas en miniatura de cientos de edificios y lugares de interés en Israel. El atractivo turístico se compone de alrededor de 350 modelos en miniatura, la mayoría de los cuales están en una escala de 1:25.